# Trouble de l'humeur
 Mise en garde médicale
Le trouble de l'humeur est un groupe de diagnostics en provenance du système de classification du Manuel diagnostique et statistique des troubles mentaux dans lequel la thymie est principalement induite. Ce groupe de diagnostics est référencé sous le terme de « trouble affectif de l'humeur » dans la Classification internationale des maladies (CIM-10).
Deux groupes de troubles de l'humeur sont largement reconnus; cette division est basée sur le cas éventuel d'un patient ayant connu des épisodes maniaques ou hypomaniaques. Ainsi, il existe un bon nombre de troubles de l'humeur, deux étant plus répandus : la dépression (communément appelée dépression nerveuse ou dépression majeure) et le trouble bipolaire (anciennement connu sous le terme de psychose maniaco-dépressive), caractérisé par des périodes maniaques et hypomaniaques, et souvent doublé d'épisodes dépressifs.

## Origine
Un certain nombre d'auteurs ont considéré que le trouble de l'humeur résultait d'une adaptation de l'évolution. Un trouble de l'humeur peut parfois accroître les capacités d'un individu dans des situations de danger, de perte ou même d'efforts. Dans de telles situations, une motivation plus importante peut donner un avantage dans certaines actions.

## Classification

### Troubles dépressifs
- Dépression, communément appelée dépression nerveuse, dépression majeure, ou dépression clinique, durant laquelle le patient subit quelques périodes de dépression. Après une simple période, la dépression peut être diagnostiquée. Après plus d'une période, le diagnostic devient « dépression majeure ». La dépression sans périodes maniaques est souvent référée en tant que trouble unipolaire car l'humeur ne se stabilise qu'en une seule[3]. Les individus souffrant d'épisode de dépression majeure s'exposent à un risque élevé de suicide. Trouver de l'aide et un traitement auprès d'un professionnel de la santé réduit ce risque. Des études ont démontré que demander à un ami ou à membre de famille si celui-ci a déjà pensé à commettre cet acte est un moyen d'identifier l'état du patient, sans que ce type de demande n'augmente le risque de suicide chez l'individu[4]. Des études sur l'épidémiologie basées en Europe suggèrent qu'au moment actuel, environ 8,5 % de la population mondiale souffre de troubles dépressifs. Aucun groupe d'âge ne semble être écarté de la dépression et des études ont démontré que la dépression peut apparaître chez les enfants âgés de six mois qui auraient été séparés de leur mère[5]. La dépression peut être qualifiée de :
  - dépression atypique, caractérisée par une réactivité de l'humeur (anhédonie paradoxale), une prise de poids significative ou un très grand appétit, un sommeil excessif et une somnolence (hypersomnie), une sensation d'engourdissement des membres, une perte sociale significative à une hypersensitivité perçue lors d'un rejet interpersonnel[6] ;
  - mélancolie, caractérisée par une absence de joie liée au plaisir (anhédonie) dans la plupart ou toutes les activités, et une absence de goût de vivre. Ce trouble de l'humeur peut se prononcer lors d'un deuil ou d'une perte, une aggravation des symptômes le matin et durant le réveil, un retard psychomoteur, une perte excessive de poids (ne pas confondre avec « Anorexie mentale »), ou un sentiment profond de culpabilité[7] ;
  - dépression psychotique (DPM), ou dépression psychotique majeure, est le terme d'un épisode de dépression majeure, particulièrement de nature mélancolique, lorsque le patient souffre de symptômes psychotiques tels que les délires ou, moins communément, les hallucinations[8] ;
  - dépression catatonique, rare et sévère forme de dépression majeure incluant un trouble du moteur comportemental et autres symptômes. Ici, l'individu est muet et presque stuporeux, voire immobile ou exposant des mouvements parfois bizarres et sans intérêt. Les symptômes peuvent entraîner la schizophrénie, un épisode maniaque, ou être dû à un syndrome malin des neuroleptiques[9] ;
  - dépression post-partum (DSM-IV-TR), ou dépression périnatale, se réfère à une dépression causée chez les femmes après avoir donné naissance. La dépression post-partum, incluant un taux d'incidents de 10–15 %, est typiquement déclenché lors des trois derniers mois avant l'accouchement, et dure plus longtemps que trois mois[10]. Les symptômes, parfois communs chez la femme, sont de courtes périodes de fatigue et de tristesse durant les quelques premières semaines après l'accouchement; cependant, la dépression post-partum est différente car elle peut causer des privations significatives et des problèmes comportementaux à la maison, au travail, à l'école et également durant les relations avec des membres de famille, époux, amis ou même certains troubles auprès du nouveau-né[11]. Durant le traitement de la dépression post-partum et autres dépressions unipolaires chez les femmes donnant le sein, la nortriptyline, la paroxétine (Paxil) et la sertraline (Zoloft) sont généralement considérés comme médicaments idéaux[12] ;
  - dépression saisonnière (TAS, « trouble affectif saisonnier »), aussi connue sous « dépression hivernale » ou « blues de l'hiver ». Certains individus sont atteints de ce type de dépression lors de l'arrivée de l'automne ou de l'hiver, et se dissipe normalement lors de l'arrivée du printemps. Le diagnostic est effectué si au moins deux épisodes de dépressions se sont manifestés lors de mois hivernaux sans autres troubles détectés durant cette même période[13]. Selon certains médecins, les gens vivant en haute altitude, soit qui sont moins exposés au soleil ont plus de chance d'être atteint de TAS, mais cette hypothèse épidémiologique n'est pas totalement approuvée. Souvent, certains jeunes individus (beaucoup plus chez les filles que chez les garçons) sont affectés par la TAS[14].
- dysthymie, un trouble chronique et différent de l'humeur durant laquelle une personne est exposée à une déprime journalière durant une période d'au moins deux ans. Les symptômes ne sont pas aussi sévères que ceux de la dépression majeure, bien que les personnes atteintes de dysthymie soient vulnérables aux épisodes secondaires de dépression majeure (souvent perçu en tant que double dépression)[15]. Le traitement contre la dysthymie est semblable à celui de la dépression majeure, incluant une psychothérapie ainsi que des antidépresseurs[16] ;
- trouble dépressif non spécifié, désigné par le code 311 dans le DSM IV-TR, est un trouble dépressif ne rencontrant pas les critères de diagnostic du trouble dépressif majeure ou de dysthymie ;
  - dépression brève récurrente (DBR), distinguée de la dépression majeure par sa durée. Les individus atteints de dépression brève récurrente connaissent des épisodes dépressifs une fois par mois, avec quelques épisodes durant moins de deux semaines et typiquement moins de 2–3 jours. Le diagnostic du DBR requiert une durée de ces épisodes dépressifs pendant une année chez les patientes durant leur cycle menstruel[17]. Les individus atteints de dépression clinique peuvent également développer un DBR (et vice versa) et ces deux maladies ont un risque similaire[18] ;
  - trouble dépressif mineur, ou simplement dépression mineure, représente une dépression ne connaissant pas les mêmes critères de la dépression majeure, mais durant lesquels environ deux symptômes y sont découverts.

### Troubles bipolaires
- Trouble bipolaire (PMD), un trouble de l'humeur anciennement connu en tant que « psychose maniaco-dépressive » ou « dépression maniaque » et décrit par des périodes alternatives de manie/hypomanie et de dépression (et dans certains cas un cycle rapide, de différents états d'âme, et de symptômes psychotiques). Selon le DSM-IV-TR, le trouble bipolaire peut se classer en :
  - bipolaire de type 1, caractérisé par un ou plusieurs épisodes maniaques ou mixtes et un ou plusieurs épisodes dépressifs d’intensité variable (le diagnostic peut être posé même en l’absence de trouble dépressif). Une cause organique, iatrogénique ou toxique ne permet pas de retenir ce diagnostic,
  - bipolaire de type 2, défini par l’existence d’un ou plusieurs épisodes hypomaniaques et un ou plusieurs épisodes dépressifs majeurs,
  - cyclothymie, forme de trouble bipolaire incluant des épisodes hypomaniaques et dysthymiques, et non pas des épisodes de dépression majeure,
  - trouble bipolaire non spécifié, indique que le patient souffre de quelques symptômes du spectre bipolaire (ex : symptômes de manie et de dépression) mais ne possède pas les mêmes critères que les trois autres troubles bipolaires mentionnés par le DSM-IV.

Il est estimé qu'environ 1 % de la population adulte souffre du trouble bipolaire de type 1, environ 1 % de la population adulte souffre du trouble bipolaire de type 2 ou de cyclothymie, et quelque part entre 2 et 5 % de la population adulte souffre du trouble bipolaire non spécifié.

## Causes
Les substances et drogues peuvent également induire un trouble ou plusieurs troubles de l'humeur. Ces troubles sont souvent l'effet de psychotropes, d'autres substances chimiques, ou d'un développement du trouble comportemental causé par une intoxication aux substances ou par le sevrage. Des troubles liés à l'addiction de substances peuvent conduire à des manies, hypomanies (ou aux deux), ou à des épisodes de dépression. La majorité des substances peuvent inclure une variété de troubles comportementaux. Par exemple, les stimulants tels que l'amphétamine, la méthamphétamine et la cocaïne peuvent conduire à des manies, hypomanies (ou aux deux), ou à des épisodes de dépression.
Des statistiques élevées de trouble de l'humeur peuvent se manifester chez les gros buveurs et alcooliques. L'alcool provoque des troubles comportementaux parfois violents chez les individus ayant développé auparavant une dépression majeure. Un taux élevé de suicide peut également affecter les individus ayant un problème avec l'alcool. Il est habituellement possible de différencier les dépressions liées à l'alcool et les dépressions non-liées à l'alcool en écoutant attentivement le patient. La dépression et autres problèmes mentaux associés à l'alcool peuvent être dû à la distorsion de la chimie cérébrale, tentant de se développer après une période d'abstinence.
L'utilisation à long terme des benzodiazépines, tels que le valium et le librium, peuvent avoir un effet analogue à l'alcool, et sont également impliqués dans les causes de la dépression. Le trouble dépressif majeur peut aussi se développer en tant qu'effet des benzodiazépines. Les benzodiazépines sont généralement utilisées en tant que traitement contre l'insomnie, l'anxiété et les spasmes musculaires. Avec l'alcool, les effets de la benzodiazepine sur la neurochimie sont responsables de la dépression chez les individus.

## Approche psychanalytique des troubles de l'humeur
Selon le psychiatre et psychanalyste Vassilis Kapsambelis, « la lecture des œuvres de Karl Abraham, Sigmund Freud et de Melanie Klein, constitue une introduction indispensable à une compréhension métapsychologique des troubles de l’humeur. Ceux-ci ne sont pas que « thymiques », mais correspondent à une véritable « façon d’être » globale de la personnalité ».

## Aspects socioculturels
Kay Redfield Jamison et d'autres ont exploré les liens possibles dans la créativité et les aspects socioculturels des troubles de l'humeur. Il a été exposé que « le type de personnalité peut contribuer aux états d'âme mais également à l'art ». La relation entre la dépression et la créativité apparaît être spécialement forte parmi les poètes.

## Épidémiologie
Certaines études épidémiologiques démontrent que les femmes sont deux fois plus exposées au développement de troubles de l'humeur que les hommes.